# Juegos Paralímpicos de Pekín 2008
Los Juegos Paralímpicos de Pekín 2008, fueron los decimoterceros Juegos Paralímpicos y se celebraron en Pekín, China desde el 6 al 17 de septiembre de 2008. Al igual que los Juegos Olímpicos 2008, los eventos ecuestres tuvieron su sede en Hong Kong y las competiciones de navegación en Qingdao.
El eslogan para los Juegos Paralímpicos fue el mismo que para los Olímpicos: "Un Mundo, Un Sueño" (inglés: "One World, One Dream", en chino tradicional, 同一個世界 同一個夢想; en chino simplificado, 同一个世界 同一个梦想).

## Deportes
Veinte deportes estuvieron en el programa:
| - Atletismo - Baloncesto en silla de ruedas - Boccia - Ciclismo - Equitación | - Esgrima en silla de ruedas - Fútbol 5 - Fútbol 7 - Golbol - Levantamiento de potencia | - Judo - Natación - Remo - Rugby en silla de ruedas - Tenis en silla de ruedas | - Tenis de mesa - Tiro - Tiro con arco - Vela - Voleibol sentado |

El remo apareció por primera vez en unos Juegos Paralímpicos.

## Sedes e instalaciones deportivas
- Estadio Nacional de Pekín – Atletismo y ceremonias.
- Centro Acuático Nacional de Pekín – Natación.
- Gimnasio de la Universidad de Ciencia y Tecnología de Pekín – Fase de preliminares del Baloncesto en silla de ruedas y Rugby en silla de ruedas.
- Estadio Cubierto Nacional de Pekín - Fase final del Baloncesto en silla de ruedas.
- Centro de Conferencias del Parque Olímpico – Esgrima en silla de ruedas y Boccia.
- Velódromo de Laoshan – Ciclismo en pista.
- Circuito Paralímpico de Ciclismo en Carretera – Ciclismo en carretera.
- Estadio de Hockey del Parque Olímpico de Pekín – Fútbol 5 y Fútbol 7.
- Gimnasio del Instituto Tecnológico – Golbol.
- Gimnasio de la Universidad de Aeronáutica y Astronáutica de Pekín – Levantamiento de potencia.
- Instalaciones Ecuestres Olímpicas de Hong Kong – Equitación.
- Gimnasio de los Trabajadores – Judo.
- Parque Olímpico de Remo-Piragüismo de Shunyi – Remo.
- Centro de Tenis del Parque Olímpico de Pekín – Tenis en silla de ruedas.
- Gimnasio de la Universidad de Pekín – Tenis de mesa.
- Campo de Tiro con Arco del Parque Olímpico de Pekín – Tiro con arco.
- Salón de Tiro de Pekín – Tiro.
- Centro de Vela Internacional de Qingdao – Vela.
- Gimnasio de la Universidad Agrícola de China – Voleibol sentado.

## Países participantes
Un total de 148 países participaron en estos juegos.
| Lista de naciones participantes | Lista de naciones participantes | Lista de naciones participantes | Lista de naciones participantes |
| --- | --- | --- | --- |
| - Afganistán (AFG) - Argelia (ALG) - Angola (ANG) - Argentina (ARG) - Armenia (ARM) - Australia (AUS) - Austria (AUT) - Azerbaiyán (AZE) - Bélgica (BEL) - Bermudas (BER) - Bosnia y Herzegovina (BIH) - Bielorrusia (BLR) - Brasil (BRA) - Baréin (BRN) - Bangladés (BAN) - Barbados (BAR) - Benín (BEN) - Botsuana (BOT) - Burundi (BDI) - Bulgaria (BUL) - Burkina Faso (BUR) - República Centroafricana (CAF) - Camboya (CAM) - Canadá (CAN) - Chile (CHI) - República Popular China (CHN) - Costa de Marfil (CIV) - Colombia (COL) - Cabo Verde (CPV) - Costa Rica (CRC) - Croacia (CRO) - Cuba (CUB) - Chipre (CYP) - República Checa (CZE) - Dinamarca (DEN) - República Dominicana (DOM) - Ecuador (ECU) | - Egipto (EGY) - El Salvador (ESA) - España (ESP) - Estonia (EST) - Etiopía (ETH) - Finlandia (FIN) - Francia (FRA) - Islas Feroe (FRO) - Fiyi (FIJ) - Gabón (GAB) - Reino Unido (GBR) - Georgia (GEO) - Alemania (GER) - Ghana (GHA) - Grecia (GRE) - Guatemala (GUA) - Guinea (GUI) - Haití (HAI) - Hong Kong (HKG) - Honduras (HON) - Hungría (HUN) - Irán (IRI) - Irlanda (IRL) - Irak (IRQ) - Islandia (ISL) - Israel (ISR) - India (IND) - Indonesia (INA) - Italia (ITA) - Jamaica (JAM) - Jordania (JOR) - Japón (JPN) - Kazajistán (KAZ) - Kenia (KEN) - Kirguistán (KGZ) - Corea del Sur (KOR) - Arabia Saudita (KSA) | - Kuwait (KUW) - Laos (LAO) - Letonia (LAT) - Libia (LBA) - Lesoto (LES) - Líbano (LIB) - Lituania (LTU) - Luxemburgo (LUX) - Macao (MAC) - Madagascar (MAD) - Marruecos (MAR) - Malasia (MAS) - Moldavia (MDA) - México (MEX) - Mongolia (MGL) - Macedonia del Norte (MKD) - Malí (MLI) - Malta (MLT) - Montenegro (MNE) - Mauricio (MRI) - Birmania (MYA) - Namibia (NAM) - Países Bajos (NED) - Nepal (NEP) - Nigeria (NGR) - Níger (NIG) - Noruega (NOR) - Nueva Zelanda (NZL) - Omán (OMA) - Pakistán (PAK) - Panamá (PAN) - Perú (PER) - Filipinas (PHI) - Palestina (PLE) - Papúa Nueva Guinea (PNG) - Polonia (POL) - Portugal (POR) | - Puerto Rico (PUR) - Catar (QAT) - Rumania (ROU) - Sudáfrica (RSA) - Rusia (RUS) - Ruanda (RWA) - Samoa (SAM) - Senegal (SEN) - Sri Lanka (SRI) - Singapur (SIN) - Eslovenia (SLO) - Serbia (SRB) - Suiza (SUI) - Surinam (SUR) - Eslovaquia (SVK) - Suecia (SWE) - Siria (SYR) - Tanzania (TAN) - Tonga (TGA) - Tailandia (THA) - Tayikistán (TJK) - Turkmenistán (TKM) - Timor Oriental (TLS) - Túnez (TUN) - Turquía (TUR) - China Taipéi (TPE) - Emiratos Árabes Unidos (UAE) - Uganda (UGA) - Ucrania (UKR) - Uruguay (URU) - Estados Unidos (USA) - Uzbekistán (UZB) - Vanuatu (VAN) - Venezuela (VEN) - Vietnam (VIE) - Zambia (ZAM) - Zimbabue (ZIM) |

## Desarrollo

### Calendario
| ● | Ceremonia de Apertura | ● | Competiciones | ● | Finales | ● | Ceremonia de Clausura |

| Septiembre                    | 6 S | 7 D | 8 L | 9 M | 10 X | 11 J | 12 V | 13 S | 14 D | 15 L | 16 M | 17 X |
| ----------------------------- | --- | --- | --- | --- | ---- | ---- | ---- | ---- | ---- | ---- | ---- | ---- |
| Atletismo                     |     |     |     |     |      |      |      |      |      |      |      |      |
| Baloncesto en silla de ruedas |     |     |     |     |      |      |      |      |      |      |      |      |
| Boccia                        |     |     |     |     |      |      |      |      |      |      |      |      |
| Ciclismo                      |     |     |     |     |      |      |      |      |      |      |      |      |
| Esgrima en silla de ruedas    |     |     |     |     |      |      |      |      |      |      |      |      |
| Equitación                    |     |     |     |     |      |      |      |      |      |      |      |      |
| Fútbol 5                      |     |     |     |     |      |      |      |      |      |      |      |      |
| Fútbol 7                      |     |     |     |     |      |      |      |      |      |      |      |      |
| Golbol                        |     |     |     |     |      |      |      |      |      |      |      |      |
| Levantamiento de potencia     |     |     |     |     |      |      |      |      |      |      |      |      |
| Judo                          |     |     |     |     |      |      |      |      |      |      |      |      |
| Natación                      |     |     |     |     |      |      |      |      |      |      |      |      |
| Remo                          |     |     |     |     |      |      |      |      |      |      |      |      |
| Rugby en silla de ruedas      |     |     |     |     |      |      |      |      |      |      |      |      |
| Tenis en silla de ruedas      |     |     |     |     |      |      |      |      |      |      |      |      |
| Tenis de mesa                 |     |     |     |     |      |      |      |      |      |      |      |      |
| Tiro                          |     |     |     |     |      |      |      |      |      |      |      |      |
| Tiro con arco                 |     |     |     |     |      |      |      |      |      |      |      |      |
| Vela                          |     |     |     |     |      |      |      |      |      |      |      |      |
| Voleibol sentado              |     |     |     |     |      |      |      |      |      |      |      |      |
| Ceremonias                    | ●   |     |     |     |      |      |      |      |      |      |      |      |
| Septiembre                    | 6 S | 7 D | 8 L | 9 M | 10 X | 11 J | 12 V | 13 S | 14 D | 15 L | 16 M | 17 X |

### Medallero
| # Pos | País                          | Oro | Plata | Bronce | Total |
| ----- | ----------------------------- | --- | ----- | ------ | ----- |
| 1     | República Popular China (CHN) | 89  | 70    | 52     | 211   |
| 2     | Reino Unido (GBR)             | 42  | 29    | 31     | 102   |
| 3     | Estados Unidos (USA)          | 36  | 35    | 28     | 99    |
| 4     | Ucrania (UKR)                 | 24  | 18    | 32     | 74    |
| 5     | Australia (AUS)               | 23  | 29    | 27     | 79    |
| 6     | Sudáfrica (RSA)               | 21  | 3     | 6      | 30    |
| 7     | Canadá (CAN)                  | 19  | 10    | 21     | 50    |
| 8     | Rusia (RUS)                   | 18  | 23    | 22     | 63    |
| 9     | Brasil (BRA)                  | 16  | 14    | 17     | 47    |
| 10    | España (ESP)                  | 15  | 21    | 22     | 58    |